# Legaliteti
Legaliteti war in den Jahren 1941 bis 1944 die drittwichtigste Gruppierung des albanischen Widerstands gegen die Besatzungstruppen der Achsenmächte. Anders als die kommunistischen Partisanen und Balli Kombëtar hielt die von Abaz Kupi gegründete Legaliteti-Bewegung weiter am geflohenen König Ahmet Zogu fest, dessen (Exil-)Regierung sie als die einzig rechtmäßige Albaniens anerkannte, daher auch der Name jener Gruppierung. 
Zur Legaliteti gehörten vor allem Offiziere und Beamte aus der Regierungszeit Zogus. Größere Unterstützung hatte die Bewegung im Mati-Gebiet und in der Region Dibra, denn dort war die Großfamilie des ehemaligen Königs beheimatet und verfügte über eine zahlreiche Klientel. Außer gegen die italienischen Besatzungstruppen kämpften die Legaliteti-Anhänger seit 1944 auch gegen die kommunistischen Partisanen, die zu dieser Zeit auch in Mittelalbanien langsam die Oberhand gewannen. Dabei arbeiteten sie zum Teil auch mit der von den deutschen Besatzern eingesetzten Marionettenregierung zusammen.
Nach der Machtübernahme der Kommunisten wurden viele Legalisten erschossen. Ein Teil, darunter ihr Führer Abaz Kupi, konnte Ende 1944 mit Booten nach Italien fliehen.
Nach dem Ende des kommunistischen Regimes gründete sich in Albanien eine kleine rechts gerichtete Splitterpartei, die sich auf die Traditionen von Legaliteti berief und deren Namen annahm (Partia Lëvizja e Legalitetit). Hauptziel der Partei war die Wiedereinführung der Monarchie mit Leka Zogu als König. In den politischen Wirren des Lotterieaufstands gelang es der Partei 1997, ein Referendum über die Wiedereinführung der Monarchie abhalten zu lassen. Die Albaner entschieden sich jedoch mit großer Mehrheit für die republikanische Staatsform. Seitdem hat die Legaliteti-Partei keine Bedeutung mehr.